# باول ديهن
باول ديهن (بالإنجليزية: Paul Dehn)‏ (و. 1912 – 1976 م) هو كاتب سيناريو، ومنتج أفلام، وواضع كلمات الأوبرا من المملكة المتحدة، والمملكة المتحدة لبريطانيا العظمى وأيرلندا، ولد في مانشستر، توفي في المملكة المتحدة، عن عمر يناهز 64 عاماً.

## التعليم
تعلم في كلية براسينوز ‏، وتعلم في مدرسة شروزبري ‏
.

## جوائز وترشيحات
حصل على جوائز منها:
- جائزة الأوسكار لأفضل قصة  [لغات أخرى]‏، عن عمل: سبعة أيام باقية حتى الظهيرة
- جائزة إدغار

ترشح لـ:
- جائزة الأوسكار لأفضل قصة  [لغات أخرى]‏، عن عمل: سبعة أيام باقية حتى الظهيرة
- جائزة الأوسكار لأفضل كتابة "سيناريو مقتبس"، عن عمل: جريمة في قطار الشرق السريع.

## وصلات خارجية
- باول ديهن على موقع IMDb (الإنجليزية)
- باول ديهن على موقع ميوزك برينز (الإنجليزية)
- باول ديهن على موقع قاعدة بيانات الأفلام السويدية (السويدية)
- باول ديهن على موقع قاعدة بيانات الفيلم (الإنجليزية)

- باول ديهن في قاعدة بيانات الأفلام على الإنترنت